# Aryamehr Cup 1974
L'Aryamehr Cup 1974 è stato un torneo di tennis giocato sulla terra rossa. È stata la 4ª edizione dell'Aryamehr Cup, che fa parte del Commercial Union Assurance Grand Prix 1974. Si è giocato a Teheran in Iran, dal 21 al 27 ottobre 1974.

## Campioni

### Singolare
Guillermo Vilas ha battuto in finale  Raúl Ramírez con il punteggio di 6–0 6–3 6–1

### Doppio
Manuel Orantes /  Guillermo Vilas hanno battuto in finale  Brian Gottfried /  Raúl Ramírez con il punteggio di 7–6, 2–6, 6–2